# Çaybaşı, Selim
Çaybaşı là một xã thuộc huyện Selim, tỉnh Kars, Thổ Nhĩ Kỳ. Dân số thời điểm năm 2010 là 117 người.